# Micromia expectans
Micromia expectans är en fjärilsart som beskrevs av Louis Beethoven Prout 1958. Micromia expectans ingår i släktet Micromia och familjen mätare. Inga underarter finns listade i Catalogue of Life.